# Аветисян, Ара Сергеевич
Ара́ Серге́евич Аветися́н (арм. Արա Սերգեյի Ավետիսյան; род. 14 сентября 1958, Талин) — армянский государственный деятель.

## Биография
- 1975—1980 — отдел механики механико-математического факультета Ереванского государственного университета.
- 1980—1982 — работал инженером-проекторщиком в проектном домостроительном институте.
- 1983—1985 — учился в аспирантуре института механики АН Армянской ССР.
- 1998 — Доктор физико-математических наук.
- (2006) Член-корреспондент НАН Армении. Автор 47 научных статей.
- 1986—1988 — младший научный сотрудник института механики АН Армении.
- 1988—1996 — старший научный сотрудник института механики АН Армении.
- 1988—1995 — преподавал в Ереванском государственном университете, а также в Армянском педагогическом институте им. Х. Абовяна.
- С 1994 — заместитель главного редактора журнала "Известия Национальной академии наук Армении «Механика», а с 2005 — главный редактор того же журнала.
- 1996—2000 — работал в министерстве образования и науки Армении начальником управления общего образования. Член партии «РПА».
- 2000—2011 — заместитель министра образования и науки Армении.
- 2011—2014 — ректор Национального политехнического университета Армении.
- С 2006 — председатель национального комитета теоретической и прикладной механики.